# 차이나 (인디애나주)
차이나(China)는 인디애나주 제퍼슨군 셸비 타운십에 있는 비법인 공동체이다. 이곳은 셸비 타운십과 매디슨 타운십에 걸쳐 있으며, 수년간 매디슨 타운십에 있던 만물상과 셸비 타운십에 있던 옛 성 안토니오 가톨릭 교회의 존재로 인해 크게 정의되었다. 레이저스 포크가 두 지역 사이를 흐른다. 인디애나 주도 62번 도로는 매디슨 타운십의 레이저스 포크와 나란히 달리다가 개울을 건너 북쪽으로 카나안으로 향한다.
차이나라는 이름의 우체국은 1833년에 설립되어 1902년까지 운영되었다. 차이나라는 이름의 유래는 논쟁의 여지가 있다. 일부는 이 공동체가 차인 신부의 이름을 따서 지어졌다고 말하는 반면, 다른 일부는 차이나베리나무의 존재로 인해 이름이 선택되었다고 믿는다.

## 지리
차이나는 작은 개울인 레이저스 포크의 서쪽에 위치하며, 이곳은 인디언-켄터키 크리크의 웨스트 포크로 합류하기 직전이다.